# (176) Iduna
(176) Iduna est un astéroïde de la ceinture principale découvert par Christian Peters le 14 octobre 1877.
Ce corps céleste a été nommé par le découvreur d'après le Sällskapet Idun (en), un club à Stockholm, en Suède, à l'occasion d'une réunion de la Société astronomique en 1877. Dans la mythologie nordique, Iduna était la gardienne des pommes qui préservent la jeunesse des dieux. La planète reçut à l'origine le nom « Idunna » (avec deux « n ») et le numéro (175) : « J'attribue à cette planète le nom Idunna, avec lequel au moins les membres de la Société astronomique qui ont pris part à l'hospitalité du « Ydun » à Stockholm seront d'accord. ».